# Rose Ivens
Rose Ivens (Twello, 21 december 2007) is een voetbalspeelster uit Nederland. Ze speelt als aanvaller voor FC Twente in de Vrouwen Eredivisie.

## Clubcarrière
Rose Ivens begon met voetballen bij SV Twello in haar geboorteplaats. Op veertienjarige leeftijd maakte ze de overstap naar de jeugdopleiding van FC Twente.
Ivens speelde twee seizoen lang voor Jong FC Twente. Met Jong FC Twente wist Ivens op 18 december 2023 kampioen van Divisie B te worden waardoor ze met haar club in de tweede seizoenshelft van 2023/24 uitkwam in Divisie A.
Op 3 maart 2024 maakte Ivens in een thuiswedstrijd in De Grolsch Veste tegen Ajax haar debuut in de wedstrijdselectie van de hoofdmacht van FC Twente.
Ivens tekende op 7 juni 2024 haar eerste profcontract bij FC Twente, waar ze tot medio 2027 onder contract staat. Ze werd daarmee tevens overgeheveld naar het eerste elftal van de Tukkers. Ivens maakte in het duel om de supercup haar debuut voor de Tukkers door in de 70ste minuut in te vallen voor Charlotte Hulst. Vijf dagen later maakte Ivens ook haar debuut in de Champions League op zestienjarige leeftijd als invaller tegen Cardiff City. In een uitwedstrijd tegen sc Heerenveen maakte ze haar eerste doelpunt in de Vrouwen Eredivisie door de eindstand op 0-4 te bepalen. In een KNVB Bekerwedstrijd tegen Ajax was Ivens opnieuw belangrijk door de score te openen in de 0-2 overwinning op de Amsterdammers.

## Statistieken
| Seizoen | Club      | Competitie         | Competitie | Competitie | Beker | Beker | Champions League | Champions League | Overig | Overig | Totaal | Totaal |
| Seizoen | Club      | Competitie         | Wed.       | Dlp.       | Wed.  | Dlp.  | Wed.             | Dlp.             | Wed.   | Dlp.   | Wed.   | Dlp.   |
| ------- | --------- | ------------------ | ---------- | ---------- | ----- | ----- | ---------------- | ---------------- | ------ | ------ | ------ | ------ |
| 2023/24 | FC Twente | Vrouwen Eredivisie | 0          | 0          | 0     | 0     | 0                | 0                | 0      | 0      | 0      | 0      |
| 2024/25 | FC Twente | Vrouwen Eredivisie | 19         | 2          | 2     | 1     | 7                | 0                | 1      | 0      | 28     | 4      |
| Totaal  | Totaal    | Totaal             | 19         | 2          | 2     | 1     | 7                | 0                | 1      | 0      | 28     | 4      |

Bijgewerkt t/m 14 juli 2025.

## Interlandcarrière
Rose Ivens debuteerde op 18 mei 2022 als jeugdinternational van Nederland onder 15. In 2023 ging Ivens over naar Nederland onder 16 waarmee ze deelnam aan het Nordic Tournament. Met Nederland onder 17 kwam Ivens uit in de kwalificatie voor het EK onder 17. Uiteindelijk liep ze kwalificatie voor het eindtoernooi mis door verlies tegen Spanje onder 17. In 2024 ging Ivens over naar Nederland onder 19 waarvoor ze in mei 2024 door bondscoach Sherida van Bruggen werd opgeroepen voor een kwalificatietoernooi voor het EK 2024.
1 De Jong ·
2 Everaerts ·
4 Carleer ·
5 Knol ·
6 Groenewegen ·
7 Hulst ·
8 Van Ginkel ·
9 Ravensbergen ·
10 Van Dooren ·
11 Tuin ·
12 Vliek ·
14 Rijsbergen ·
15 Diekman ·
16 Lemey ·
17 Andradóttir ·
18 Te Brake ·
19 Proost ·
20 Van Dijk ·
21 Oude Elberink ·
22 Bussman ·
23 Verdaasdonk ·
24 Galic ·
25 Van der Vegt ·
26 Vissers ·
29 Ivens ·
Coach: Pot
· Assistent-coach: Bakker